# Altair 8800
Pour les articles homonymes, voir Altair.
L'Altair 8800 du constructeur américain MITS est un micro-ordinateur basé sur le microprocesseur Intel 8080 et vendu en kit électronique à quelques milliers d'exemplaires pour les particuliers en 1975.
Il est considéré comme l'un des premiers micro-ordinateurs vendus aux particuliers. Les premiers micro-ordinateurs ont été commercialisés deux ans plus tôt : le Micral de la société française R2E et le MCM/70 de l'entreprise canadienne Micro Computer Machines. Il aura bientôt pour concurrent direct l'Apple I de Steve Jobs et Steve Wozniak. Bill Gates et Paul Allen écrivent leur premier logiciel Altair Basic pour ce micro ordinateur et créent pour l'occasion leur société Microsoft.
Cet ordinateur demandait des manipulations inconnues aux utilisateurs des ordinateurs modernes. Les données étaient saisies par des interrupteurs, et l'affichage se faisait par des LED. Chaque commande ou valeur était programmée par le déplacement des interrupteurs et l'affichage apparaissait sous la forme d'une combinaison de lumières allumées ou éteintes. Il était possible d'y installer des cartes d'extensions et même un lecteur de disquettes.

## Historique

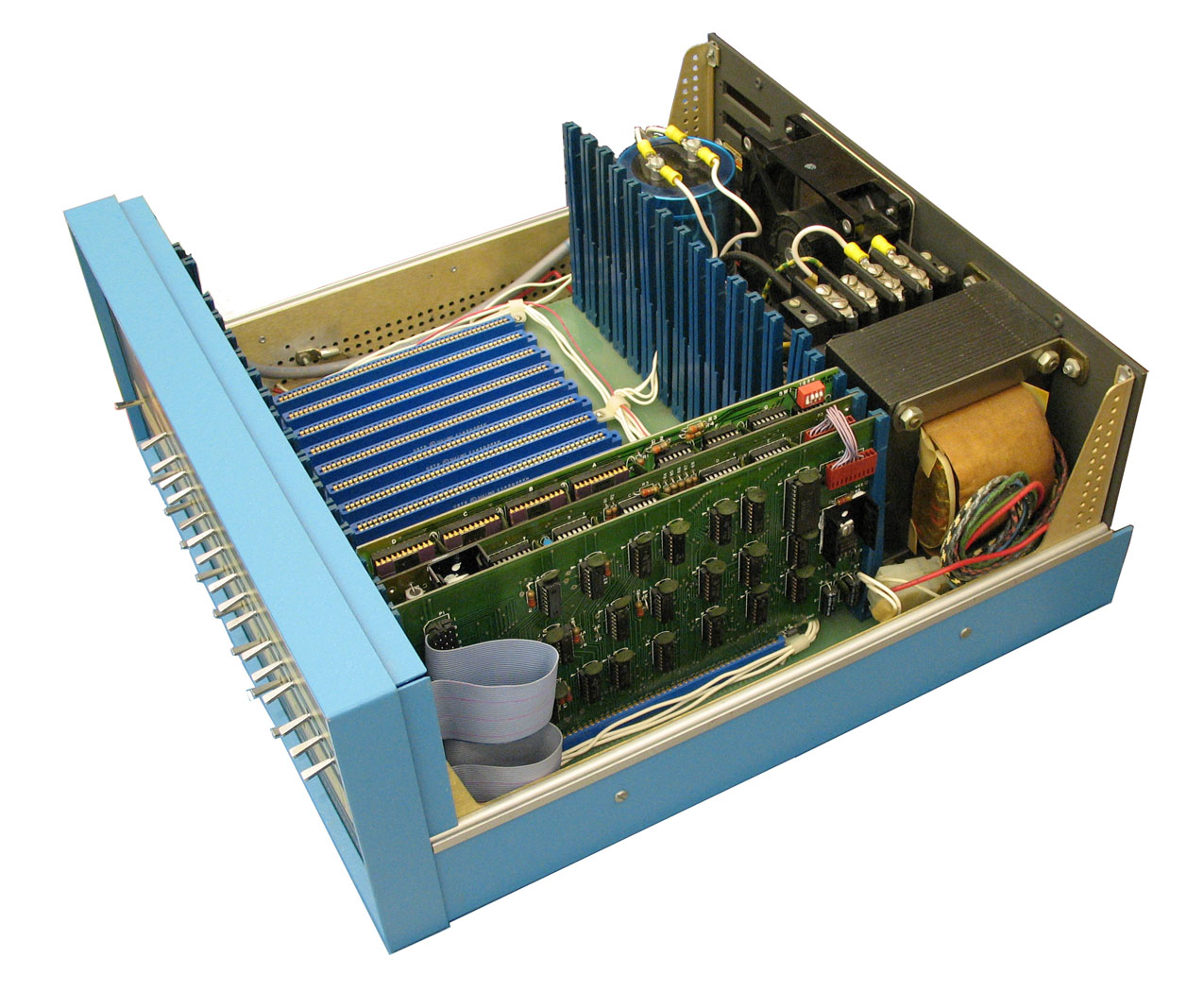
Intérieur de l'Altair 8800b

Ed Roberts et Forrest Mims, deux employés du centre de recherche en armement de l'US Air Force de la base aérienne Kirtland à Albuquerque au Nouveau-Mexique décident de concevoir un ordinateur pour particulier à la suite de l'échec de MITS dans le domaine des calculatrices. Vendu en kit et destiné aux amateurs, l'Altair 8800 est un micro-ordinateur à base de microprocesseur Intel 8080A dérivé d'un de leurs projets professionnels en électronique de télémétrie. Ils ont alors la chance d'être remarqués par un rédacteur du magazine électronique américain Popular electronics dont l'Altair fit la une.
En 1975, deux pionniers de la micro-informatique, Bill Gates et son ami d'école Paul Allen découvrent l'Altair 8800 dans le magazine et proposent par courrier à la société MITS de développer le langage informatique Altair BASIC pour cette machine. Roberts accepte et les deux amis développent leur BASIC en trente jours en travaillant à Boston sur un simulateur PDP-10.
Une fois la version au point en octobre 1975, Paul Allen s'envole pour Albuquerque pour y rencontrer son client et lui faire une démonstration de leur Altair BASIC avec succès. Le langage fonctionne du premier coup alors qu'il n'a jamais été testé sur un vrai Altair 8800 et qu'il est sauvegardé sur ruban perforé. Allen et Gates fondent alors la société Microsoft et passent un accord de commercialisation avec MITS pour toucher 35 dollars de revenu par copie de leur logiciel vendu avec un Altair 8800. L'Altair 8800 ne survit pas longtemps à la formidable évolution de la micro-informatique, mais demeure l'un des premiers ordinateurs personnels vendu aux particuliers.

## Caractéristiques finales après développement optimum du produit
- Constructeur : MITS
- Model : Altair 8800
- Date de lancement : janvier 1975
- Pays d'origine : États-Unis
- Prix : 400 dollars en kit, 600 dollars monté
- Processeur Intel 8080 et 8080A
- Vitesse : 2 MHz
- Mémoire vive : 256 octets extensible à 64 ko
- ROM : optionnelle
- Sauvegarde optionnelle : lecteur de bande perforée, de cassette, ou disquette 5,25 pouces
- Extension : quatre slots de carte mère extensible à seize slots total
- Bus : S-100
- Vidéo : jeux de diodes électroluminescentes sur la face avant
- Clavier : jeux d'interrupteurs sur la face avant
- Port I/O : série et parallèle
- Système d'exploitation : CP/M, Altair DOS, Altair Disk BASIC

## Dans les arts
- En 1977, Steve Wozniak imagine le Zaltair, un pastiche de l'Altair.
- Le téléfilm Les Pirates de la Silicon Valley de 1999 retrace de façon romancée les parcours, dans les années 1970 et 1980, de Steve Jobs et de Steve Wozniak (fondateurs de Apple), ainsi que de Bill Gates et de Paul Allen (fondateurs de Microsoft).
- Dans l'épisode 15 de la saison 4 de la série Malcolm, "Le Grand Déballage", l'ordinateur Nortair 680b (nom inventé pour la série), qui est en réalité un Altair 8800, est au centre de l'intrigue.